# Wayne (Michigan)
Wayne is een plaats (city) in de Amerikaanse staat Michigan, en valt bestuurlijk gezien onder Wayne County.

## Demografie
Bij de volkstelling in 2000 werd het aantal inwoners vastgesteld op 19.051.
In 2006 is het aantal inwoners door het United States Census Bureau geschat op 18.289, een daling van 762 (-4,0%).

## Geboren in Wayne
- Mike Kelley (1954-2012), kunstenaar

## Geografie
Volgens het United States Census Bureau beslaat de plaats een oppervlakte van
15,6 km², geheel bestaande uit land. Wayne ligt op ongeveer 203 m boven zeeniveau.

## Plaatsen in de nabije omgeving
De onderstaande figuur toont nabijgelegen plaatsen in een straal van 8 km rond Wayne.